# 나와 호랑이님
《나와 호랑이님》은 카넬이 집필한 대한민국의 라이트 노벨 작품이다. 시드노벨 (디앤씨미디어)에서 간행되고 있다. 일러스트는 영인이 담당하고 있다.

## 줄거리
평범한 고등학생 '강성훈'이 여름방학에 할아버지 댁에 가 단군신화에 등장하는 호랑이 '랑이'를 만나 겪는 일상을 다룬 라이트 노벨이다.

## 등장 인물
- 랑이(범이 메인 히로인)

단군 신화에 나오는 호랑이이다. 주로 공주님, 여왕님 말투를 쓴다.
- 치이(까치)

연리
강성훈을 암살하러온 까치부족 사람이지만
오히려 강성훈의 집에 얹혀살고 있다.
- 나래

강성훈의 소꿉친구이자 곰부족이다.
- 바둑이(개)(신아)

개로 변신하면 버스보다 더 크다.
- 폐이(까마귀)(현아)

아야와 같은 후발주자이며 하렘맴버 아야보다 더한 대쉬를 가지고 있다.
- 세희

자기 주인 강성훈을 괴롭히는 낙으로 사는 할때는 하는 랑이의 창귀이다.
- 아야(여우)

성훈에게 아빠라면서 어른의 모습으로 빠르게 대쉬하는 후발주자 하렘멤버이다.
- 강성훈(요괴의 왕)

이 이야기의 남주인공이다. 
- 냥이(까미)

이쪽말로 츤데레라 불린다.
- 가희(냥이의 창귀)

계속웃고있어서 어떤 생각을하는지 간파하지 못하는 괴롭히는 걸로 따진다면 세희와 희대의 대판을 벌일 2인자이다.
- 성의(견우성의 의지)
- 성린

두 번째 아이. 첫 번째 아이처럼 성의에게 단어를 알려주었다. 아직 미숙하며 강성훈의 딸이다.
- 에레나

주인공 강성훈의 어머니와 무언가로 거래를 하고 강성훈과 약혼한 사이이다.
- 여린(청룡)

아야 에게 간을 주어 작아진 상태였다가 회복했다.
- 거타지

'거지'라고 불리기도 한다.
- 기린(신수)

강성훈이 요괴의 왕이 되게 해 준 장본인이다.
- 아사달

가희, 세희의 오라버니이다.
- 염라

발설지옥의 재판장이다.
- 우두마면, 마두마면

염라의 보좌관이다.

## 단행본 목록

### 소설
- 《나와 호랑이님 1》, 2010-12-01, ISBN 978-89-267-8053-4
- 《나와 호랑이님 2》, 2011-03-01, ISBN 978-89-267-8067-1
- 《나와 호랑이님 3》, 2011-07-01, ISBN 978-89-267-8081-7
- 《나와 호랑이님 3.5》, 2011-07-07, ISBN 978-89-267-8088-6
- 《나와 호랑이님 4》, 2011-11-01, ISBN 978-89-2678-095-4
- 《나와 호랑이님 5》, 2012-02-01, ISBN 978-89-267-8118-0
- 《나와 호랑이님 5.5》, 2012-05-01, ISBN 978-89-267-8132-6
- 《나와 호랑이님 6》, 2012-06-01, ISBN 978-89-267-8143-2
  - 드라마CD 부록 한정판 , ISBN 978-89-267-8142-5
- 《나와 호랑이님 7》, 2012-09-01, ISBN 978-89-267-8161-6
- 《나와 호랑이님 8》, 2013-04-01, ISBN 978-89-267-8200-2
  - 한정판 ISBN 978-89-267-8201-9
- 《나와 호랑이님 8.5》, 2013-08-01,ISBN 978-89-267-8233-0
- 《나와 호랑이님 앤솔로지》, 2013-11-01, ISBN 978-89-267-8258-3
- 《나와 호랑이님 9》, 2014-01-01, ISBN 978-89-267-8269-9
- 《나와 호랑이님 10》, 2014-06-01, ISBN 978-89-267-9572-9
- 《나와 호랑이님 11》, 2014-10-01, ISBN 978-89-267-9800-3
- 《나와 호랑이님 12》, 2015-01-13
  - 특별판 ISBN 978-89-267-9573-6
- 《나와 호랑이님 13》, 2015-07-01, ISBN 978-89-267-9920-8
  - 한정판 ISBN 978-89-267-9948-2
- 《나와 호랑이님 14》, 2015-12-01, ISBN 979-11-869-5800-1
  - 한정판 ISBN 979-11-869-5801-8
- 《나와 호랑이님 14.5》, 2016-02-29, ISBN 979-11-869-5835-3
- 《나와 호랑이님 앤솔로지 2》, 2016-08-01, ISBN 979-11-869-5865-0
  - 한정판, ISBN 979-11-869-5867-4
- 《나와 호랑이님 15》, 2017-01-01, ISBN 979-11-869-5890-2
  - 한정판, ISBN 979-11-869-5891-9
- 《나와 호랑이님 16》, 2017-04-01, ISBN 979-11-869-5899-5
- 《나와 호랑이님 17》, 2017-06-01, ISBN 979-11-614-5013-1
- 《나와 호랑이님 17.5》, 2017-12-01, ISBN 979-11-614-5051-3
- 《나와 호랑이님 18》, 2018-5-01, ISBN 979-11-614-5086-5
- 《나와 호랑이님 19》, 2018-11-01, ISBN 979-11-6145-177-0
  - 한정판, ISBN 979-11-6145-179-4

### 만화
- 《나와 호랑이님 1》, 2014-01-01, ISBN 978-89-267-8279-8
- 《나와 호랑이님 2》, 2014-10-30, ISBN 978-89-267-9803-4
- 《나와 호랑이님 3》, 2015-02-10, ISBN 978-89-267-9863-8
- 《나와 호랑이님 4》, 2015-05-01, ISBN 978-89-267-9908-6
- 《나와 호랑이님 5》, 2015-07-01, ISBN 978-89-267-9939-0
- 《나와 호랑이님 6》, 2015-10-01
- 《나와 호랑이님 7》, 2016-02-01, ISBN 979-11-869-5830-8
- 《나와 호랑이님 8》, 2016-04-28, ISBN 979-11-869-5846-9
- 《나와 호랑이님 9》, 2016-06-01, ISBN 979-11-869-5858-2